# امارات الیوم
امارات الیوم (انگلیسی: Emarat Al Youm) یک روزنامه عرب زبان است که توسط یک شرکت اماراتی منتشر می‌شود. این روزنامه در دوبی منتشر می‌شود. محتویات این روزنامه روی موضوعات داخلی و سایر موضوعات مورد علاقه خوانندگان عربی متمرکز است.

## تاریخ و مشخصات
امارات الیوم برای اولین بار در ۲۰ سپتامبر ۲۰۰۵ منتشر شد. صاحب و ناشر این روزنامه گروه رسانه‌های عربی تا اکتبر ۲۰۰۹ بود. سامی الریامی سردبیر روزنامه است. یکی از روزنامه‌های خواهر او، امارات امروز، به زبان انگلیسی است.
در ماه ژوئیه ۲۰۰۹ دادگاه فدرال ابوظبی نسخه‌های چاپی و آنلاین این روزنامه را برای ۲۰ روز بست و در تاریخ ۲۶ ژوئیه ۲۰۰۹، این روزنامه مجدداً منتشر شد.
نسخه آنلاین این روزنامه، بیست و دومین وب سایت بازدید کننده در سال ۲۰۱۰ در منطقه MENA بود.

## جوایز
امارات الیوم توسط باشگاه مطبوعات دبی در سال ۲۰۱۳ جایزه روزنامه‌نگاری سیاسی را دریافت کرد.